# Lago di Bomba
Il Lago di Bomba è un lago artificiale creato sul fiume Sangro da una diga in terra battuta posta sul territorio del comune di Bomba. Sulle sue sponde si affacciano i comuni di Atessa, Bomba, Colledimezzo, Pennadomo, Pietraferrazzana e Villa Santa Maria.

## Descrizione

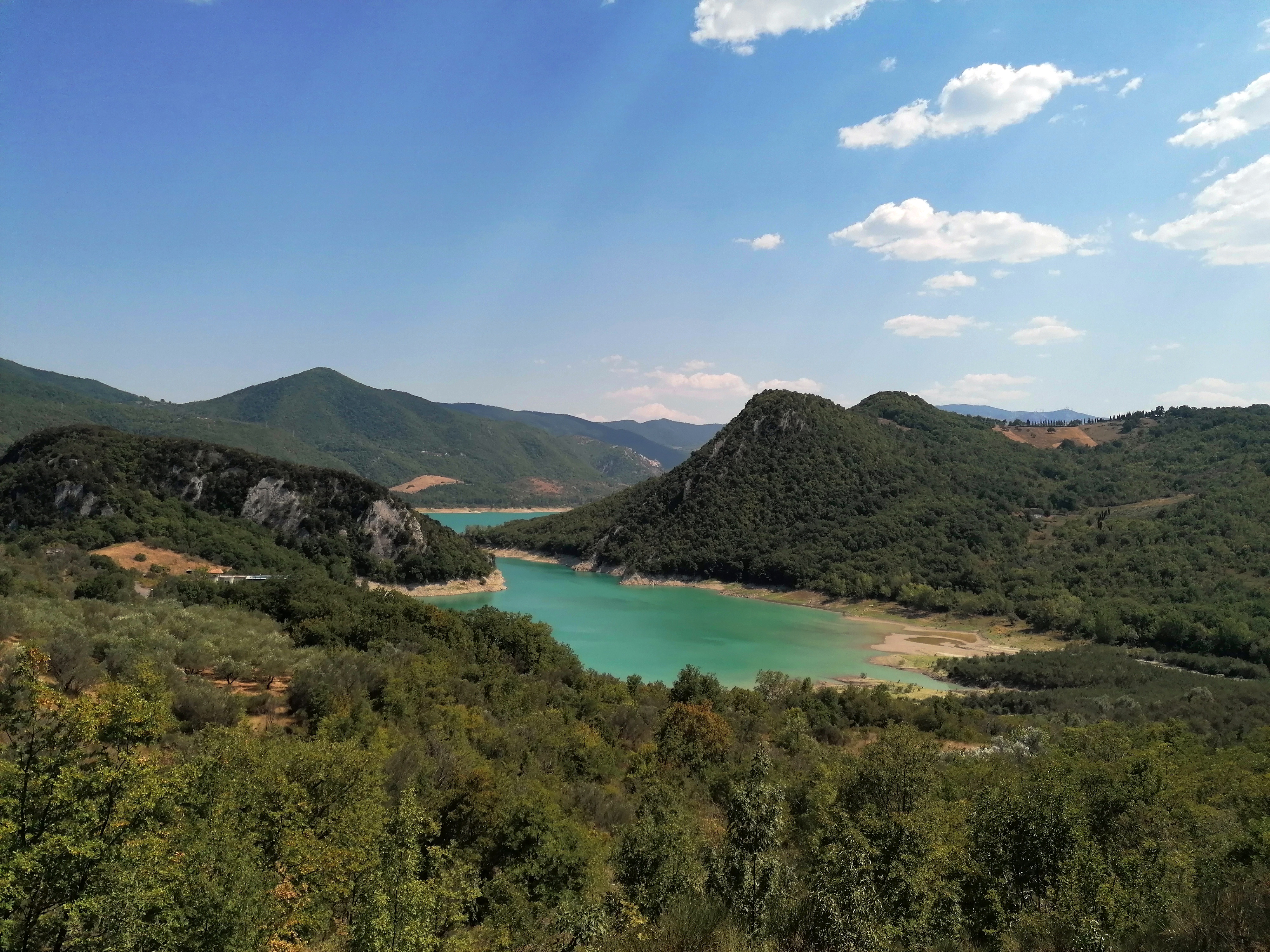
Il lago di Bomba visto da Pennadomo

Il lago è lungo 7 km con una larghezza media di 1,5 km, una profondità massima di 57,50 metri ed una capienza massima di 4000000 m³ d'acqua.  
Fu creato sbarrando la valle del fiume Sangro a mezzo di una diga in terra (con materiali alluvionali del fiume) in corrispondenza del monte Tutoglio. 
Il bacino di invaso ricade interamente nelle argille scagliose: solo in corrispondenza del fianco sinistro della diga vi è un massiccio calcareo, in cui furono ubicate le opere di scarico. 
In sostituzione del tronco della Ferrovia Sangritana che correva lungo il fondo valle fu costruita una nuova sede fuori dell'invaso: tale variante, compresa tra le stazioni di Bomba e di Colledimezzo, ha la lunghezza di 6874 m.
I dati geometrici principali della diga sono:
- quota del piano di coronamento: 259,50 m
- altezza max sul piano di fondazione: 57,50 m
- lunghezza del coronamento: 681 m
- larghezza alla base: 402,10 m
- quota di max ritenuta: 255,00 m
- quota di max svaso: 230,00 m
- quota di max piena: 257,40 m
- volume del rilevato: 4050000 m³

Il rilevato è formato da un nucleo centrale impermeabile in materiale alluvionale miscelato con argilla, dai contronuclei e dal corpo diga, anch'essi in materiali alluvionali. A valle c'è una zona di materiale più grossolano ed una scogliera al piede diga. La tenuta al di sotto del rilevato fu realizzata a mezzo di un diaframma di iniezioni in argilla e cemento.
Le opere di scarico furono dimensionate per smaltire una portata di massima piena dell'ordine di 2000 m³/s. Esse consistono in:
- 2 scarichi di superficie costituiti da 2 sfioratori a calice a soglia libera con diametro dell'imbocco di 25 metri, seguiti da pozzi di diametro 6,5 m;
- 2 scarichi profondi formati da gallerie di 5 e di 6 m.

Il bacino creato a monte della diga è di 863 km² con una capacità di 64 milioni di m³.
La diga convoglia acqua alla centrale idroelettrica dell'ACEA nel comune di Altino con una potenza installata di 58,4 MW, che equivalgono alle utenze giornaliere di 20.000 appartamenti, nello stesso impianto confluiscono anche le acque del fiume Aventino raccolte nell'invaso artificiale di Lago di Casoli.
Meta di turismo estivo nonché di pesca, sulla sponda meridionale si può godere di una vista sulla Maiella; tutti i Comuni che insistono sul lago offono servizi turistici come camping, ristoranti e agriturismi. Il lago di Bomba è anche campo di gara ufficiale di canottaggio e nel 2009 si sono svolte le gare di questo sport nell'ambito dei Giochi del Mediterraneo di Pescara. Nel settembre 2010 è stato sede dei campionati italiani assoluti di canoa e kayak.

## Storia
La diga venne progettata nel 1950 dietro domanda dell'ACEA, che richiedeva l'utilizzo delle acque del Sangro per alimentare una centrale elettrica. L'anno successivo i Comuni interessati all'allagamento dei terreni si costituirono in un Consorzio di Bonifica vista l'emigrazione causata dall'effetto di tali espropri, in una zona già pesantemente colpita dalla guerra.
Nel 1952 il comune di Bomba, per arginare l'emigrazione, con scarsi successi pianificò una rete di approvvigionamenti idrici. Gli espropri ammontarono a più di un milione e mezzo di metri quadrati. Numerosi furono gli incidenti dovuti alla costruzione della diga di cui due mortali. La diga venne iniziata nel 1956 e terminata nel 1962.